# Maria Cristina Peduzzi
Maria Cristina Irigoyen Peduzzi (Melo, 21 de dezembro de 1952) é uma jurista e magistrada brasileira. Foi presidente do Tribunal Superior do Trabalho de 19 de fevereiro de 2020 a 12 de outubro de 2022, tendo sido vice-presidente dessa corte de 2011 a 2013. Foi conselheira do Conselho Nacional de Justiça de 2013 a 2015.

## Carreira
Filha de pai uruguaio e mãe brasileira, Peduzzi nasceu no Uruguai e foi criada em Bagé, no Rio Grande do Sul. Pela mãe brasileira, é brasileira nata.
Começou a estudar direito na Universidade Federal do Rio Grande do Sul, em Porto Alegre, transferindo-se para Brasília, acompanhando seu primeiro marido. Ela concluiu o curso na Universidade de Brasília (UnB) em 1975, e também obteve pela Unb o título de mestre em direito, estado e constituição.
Exerceu a advocacia desde 1975 até sua nomeação para o TST em 2001, com exceção dos períodos em que foi procuradora da República, em 1984, e procuradora do Trabalho, em 1992.
Foi professora de graduação e pós-graduação na UnB, no Centro Universitário de Brasília (Ceub), na Universidade Presbieteriana Mackenzie e no Instituto Brasiliense de Direito Público (IDP). Presidiu a Academia Nacional de Direito do Trabalho de 2002 a 2005.

### No CNJ
Peduzzi ocupou a vaga do ministro Carlos Alberto Reis de Paula, que deixou o mandato de conselheiro para assumir a presidência do TST. 

### No TST
Em 2001, foi nomeada pelo presidente Fernando Henrique Cardoso para o cargo de ministra do Tribunal Superior do Trabalho, pelo quinto constitucional, em vaga destinada a membro da advocacia. Tomou posse em 21 de junho.
Integrou o Conselho Superior da Justiça do Trabalho de 2009 a 2013 e ocupou o cargo de vice-presidente do TST no biênio 2011-2013.
No dia 19 de fevereiro de 2020, tomou posse como Presidente do TST.